# Pou de Casagemes (Moià)
El Pou de Casagemes és un pou situat al municipi de Moià, a la comarca catalana del Moianès.